# Fabrizio Schembri
Fabrizio Schembri (Saronno, 27 gennaio 1981) è un triplista italiano, vincitore negli Europei a squadre di Stoccolma 2011 (unica vittoria italiana in quell'edizione della rassegna continentale) e nei Giochi del Mediterraneo a Pescara 2009; ha vinto due volte il bronzo ai Giochi mondiali militari di Catania 2003 ed Hyderabad 2007, bronzo anche nella Coppa Europa di Annecy 2008, negli Europei a squadre di Leiria 2009 e nei Giochi del Mediterraneo di Mersin 2013; inoltre è stato finalista sia ai Mondiali di Mosca 2013 che in tre edizioni degli Europei (Barcellona 2010, Helsinki 2012 e Zurigo 2014) e pure agli Europei indoor di Parigi 2011; è l’attuale campione italiano assoluto in carica nel salto triplo ed in carriera ha vinto 9 titoli assoluti (cinque outdoor, compreso uno nel lungo, e quattro al coperto). Migliore amico di Fabio Naldi.

## Biografia

### 1992-2003: gli inizi, i titoli italiani giovanili, l'esordio in Nazionale seniores ed il bronzo ai Mondiali militari
Inizia la sua carriera sportiva tra le file dell'Atletica Rovellasca nel 1992 nella categoria Esordienti, con il salto in alto (praticato fino al 2005 con record personali di 2,18 m e 2,17 m indoor), diventando ben presto una promessa nella specialità.
Ma è nel salto triplo (dal 2006, portato avanti insieme al salto in lungo con personali di 7,82 m e 7,63 m indoor) in cui trova la sua vera realizzazione che lo porta al professionismo ed infatti prima si arruola nell'Arma dei Carabinieri nel 2000 e poi dal 2001 viene tesserato per il Centro Sportivo Carabinieri (mantenendo comunque il doppio tesseramento con l'Atletica Rovellasca).
Nel 1996 ha vinto la gara di salto in alto ai campionati italiani cadetti.
Tra il 1997 ed il 1999 ha vinto altri quattro titoli italiani giovanili (tra alto e triplo).
Nel 1998 ha vinto l'argento nel salto in alto ai Giochi mondiali under 18 svoltisi in Russia a Mosca.
Nel 2000 vince il titolo italiano juniores nell'alto (sia indoor che all'aperto) e poi ottiene anche l'argento nel triplo.
Ai nazionali promesse del 2001 vince l'argento nel triplo.
Nel 2002 si laurea campione promesse indoor nel triplo e vince il bronzo nell'alto, inoltre ottiene l'argento nel triplo agli italiani under 23.
In occasione degli assoluti di Viareggio è giunto ad un solo centimetro dall'oro del campione Salvatore Morello (16,07 m a 16,06 m).
2003, vince un doppio titolo italiano promesse indoor (alto e triplo) e poi agli assoluti indoor di Genova chiude a 5 cm dall'argento di Morello (16,09 m a 16,04 m) ed all'aperto si laurea campione nazionale promesse di salto triplo.
In ambito internazionale prima in luglio raggiunge la finale (chiusa al 7º posto) negli Europei under 23 di Bydgoszcz in Polonia e poi il 9 agosto esordisce con la Nazionale seniores vincendo la gara di salto triplo in un incontro internazionale contro la rappresentativa d'oltralpe in Francia a Clermont-Ferrand. Verso la fine dell'anno, vince proprio in Italia la medaglia di bronzo ai Giochi mondiali militari tenutisi a Catania.

### 2004-2008: il secondo bronzo ai Mondiali militari, i due bronzi in Coppa Europa e le Olimpiadi di Pechino 2008 sfiorate
Nel 2004 vince il bronzo agli italiani assoluti indoor.
Dopo due piazzamenti in finale ad entrambi gli assoluti del 2005, l'anno seguente prima si laurea vicecampione nazionale assoluto a Bressanone e poi prende parte agli Europei di Göteborg (Svezia), non riuscendo però a raggiungere la finale.
2007, col suo terzo posto (a soli 3 cm dal secondo del bielorusso Aliaksandr Varabei) nel triplo nella First League di Coppa Europa a Milano, contribuisce al ritorno in Super League della rappresentativa assoluta italiana; affronta le Universiadi di Bangkok in Thailandia (7º posto) e vince la medaglia di bronzo ai Giochi mondiali militari di Hyderabad (India).
In Italia ottiene l'argento sia agli assoluti indoor che ai nazionali universitari (secondo ad un centimetro dal campione Michele Boni, 16,61 m contro 16,60 m).
Ad entrambi gli assoluti (al coperto ed outdoor) del 2008 vince l'argento; in continente prima giunge quinto nella Coppa Europa indoor a Mosca e poi terzo nella Coppa Europa di Annecy in Francia.
Nel mese di luglio pur avendo già il minimo B (17,01 metri saltati, prima volta in carriera oltre i 17 m, a giugno in Francia nella Coppa Europa di Annecy) per le Olimpiadi di Pechino, viene comunque lasciato a casa, non avendo confermato l'efficienza prestativa in vista dell'Olimpiade.

### 2009-2011: la stagione più performante e la vittoria agli Europei a squadre
Il 2009 è stato decisamente il suo anno migliore sia come misure saltate che per i risultati raggiunti: ha stabilito i personali nel salto triplo sia outdoor (17,27 metri, miglior piazzamento in carriera nel ranking mondiale a fine stagione con l'11º posto) che indoor (17,12 metri 7º posto finale nel ranking mondiale), ha vinto i Giochi del Mediterraneo di Pescara, ha esordito in Germania a Berlino nei Mondiali (15º posto), è stato terzo nella Super League degli Europei a squadre di Leiria, ha partecipato in Grecia allo IAAF Grand Prix Final di Salonicco (5ª posizione) ed ha vinto a Milano il suo primo titolo italiano assoluto nel triplo con la misura di 17,24 metri.
A causa di un infortunio ad una coscia subito in allenamento, ha dovuto saltare gli Europei indoor di Torino 2009.
Nel 2010 in Spagna disputa gli Europei di Barcellona finendo ottavo, mentre ad entrambi campionati italiani assoluti chiude al secondo posto.
A marzo del 2011 in Francia non riesce ad approdare nella finale degli Europei indoor di Parigi.
A giugno vince (con ampio margine, 14 cm sul secondo il bielorusso Dzmitry Platniski) la gara degli Europei a squadre di Stoccolma (Svezia), che sarà poi l'unico successo italiano nella competizione continentale.
A settembre nei Mondiali in Corea del Sud a Taegu non accede alla finale a otto.
In Italia invece diventa campione nazionale per la prima volta agli assoluti indoor di Ancona ed agli assoluti di Torino finisce secondo.

### 2012-2018: le due Olimpiadi mancate di pochissimo ed il bronzo ai Giochi del Mediterraneo
2012, diventa vicecampione assoluto indoor.
Agli assoluti di Bressanone vince il titolo italiano di salto in lungo; dopo aver vinto il bronzo nel triplo, nella stessa rassegna nazionale, con 17,23 metri pur superando il minimo A vede sfumare il sogno di partecipare alle Olimpiadi di Londra, per il troppo vento in pedana (+2,5 m/s).
Gareggia però agli Europei di Helsinki in Finlandia, terminando al decimo posto.
Il 2013 lo vede nell'ordine concludere sesto agli Europei a squadre di Gateshead (Gran Bretagna), vincere la medaglia di bronzo ai Giochi del Mediterraneo di Mersin in Turchia, laurearsi campione italiano assoluto a Milano e poi finire ottavo ai Mondiali di Mosca.
Centra l'accoppiata di titoli nazionali assoluti (indoor ad Ancona ed outdoor a Rovereto) nel 2014 e partecipa in Svizzera agli Europei di Zurigo chiudendo la finale in dodicesima posizione.
Nel febbraio del 2015 ha vinto a Padova il titolo italiano assoluto al coperto ed il mese dopo ha rappresentato l'Italia in Repubblica Ceca agli Europei indoor di Praga, dove però non ha ottenuto la finale; a giugno del 2015 dopo essere stato convocato come lunghista per gli Europei a squadre in Russia a Čeboksary, non è stato reputato in condizione e quindi è stato lasciato a casa, sostituito da Emanuele Catania.
A luglio a causa del ripresentarsi di un dolore al tallone sinistro, è stato assente agli assoluti di Torino.
Nel mese di agosto ha rinunciato per infortunio al ripescaggio da parte dalla IAAF per il raggiungimento del target number nella gara di salto triplo ai Mondiali cinesi di Pechino.
Nel marzo del 2016, agli italiani assoluti al coperto di Ancona, ha vinto il suo ottavo titolo italiano assoluto.
Nel mese di luglio avendo già ottenuto in precedenza il minimo B (16,86 metri saltati al Meeting di Savona nel luglio del 2015) per le Olimpiadi di Rio de Janeiro, ha affrontato il XXX Meeting internazionale "Città di Padova" con l'intento di dare dimostrazione di efficienza ai tecnici FIDAL; purtroppo però in gara ha dimostrato di aver ancora problemi fisici legati ad una coscia, dovendo quindi abbandonare il sogno olimpico.
Nel 2017, reduce da un intervento chirurgico subito verso la chiusura della precedente annata sportiva, ha prima saltato la stagione indoor e poi ha partecipato agli assoluti di Trieste chiudendo in nona posizione.
Il 9 settembre del 2018 ha vinto a Pescara il suo quarto titolo italiano assoluto, laureandosi campione nazionale all’ultimo turno di salti (prima del quale era quinto in classifica).
Cresciuto a Rovellasca, risiede ora nella vicina Cascina Nuova ed il suo attuale allenatore ai Carabinieri è Franco Alberio dopo aver avuto come guida tecnica all'Atletica Rovellasca, Ezio Franzini.

### Traguardi agonistico-sportivi raggiunti in carriera
Durante la sua carriera, ha partecipato a sei diverse rassegne internazionali seniores: in ordine di rilevanza, Mondiali, Europei, Europei indoor, Universiadi, Giochi mondiali militari e Giochi del Mediterraneo.
Ha dovuto saltare tre edizioni consecutive dei Giochi olimpici, pur avendo ottenuto uno dei due minimi (A oppure B) richiesti dalla IAAF per la qualificazione: aveva raggiunto il minimo B sia per Pechino 2008 (17,01 m) che per Rio 2016 (16,82 m indoor), ma non ha superato entrambi i test preolimpici di verifica di efficienza; aveva ottenuto il minimo A (17,10 m) per Londra 2012, ma la misura saltata di 17,23 metri non era stata omologata, essendo stata realizzata con un vento superiore ai 2 metri al secondo (+2,5 m/s); ha dovuto saltare per infortunio i Mondiali di Pechino 2015 ed inoltre non ha mai preso parte ai Mondiali indoor.
Quando nel 1998 ha vinto a Mosca l'argento nel salto in alto ai Giochi mondiali under 18, le tre medaglie sono state assegnate tutte alla stessa misura di 2,12 metri; oltre questo argento mondiale giovanile, sempre nella capitale russa, è stato quinto in Coppa Europa indoor nel 2008 ed ottavo ai Mondiali del 2013.
È complessivamente il quarto miglior triplista italiano di sempre, essendo quarto all time sia all'aperto con un personale di 17,27 metri che indoor con 17,12 metri.
Ha chiuso sempre nella top ten italiana stagionale outdoor dal 2001 al 2018: leader 2008-‘09, secondo 2006-‘10-‘11-‘13-‘15, terzo 2003-‘07-‘12-‘14-‘18, quinto 2005, sesto 2002, settimo 2004, ottavo 2016, nono 2001, decimo 2017.
Ha terminato sempre nella top ten italiana stagionale indoor dal 2002 al 2018 (quella 2017 non l'ha disputata): leader 2014-‘16, secondo 2008-‘09-‘11-‘15, terzo 2004-‘07-‘10-‘13-‘18, quarto 2003-‘06-‘12, quinto 2005, sesto 2002.
In carriera ha vinto 15 titoli italiani e dal 2011 al 2018, cioè per 8 anni di fila, ha vinto ogni anno almeno un titolo italiano assoluto (doppietta indoor-outdoor nel 2014 col salto triplo) tranne a Trieste 2017 in cui è stato nono classificato.
Nelle 9 occasioni in cui si è laureato vicecampione italiano assoluto nel salto triplo (tra indoor ed all'aperto), è stato battuto da: Fabrizio Donato (7 volte), Andrea Chiari (1) e Salvatore Morello (1); inoltre complessivamente, sempre ad entrambi gli assoluti, è salito una ventina di volte sul podio.

## Progressione

### Salto triplo
| Stagione | Misura               | Luogo             | Data      | Rank. Mond. |
| -------- | -------------------- | ----------------- | --------- | ----------- |
| 2020     | 15,65 m (+0,2 m/s)   | Bellinzona        | 26-9-2020 | -           |
| 2019     | 16,49 m (−0,3 m/s)   | Bressanone        | 28-7-2019 | -           |
| 2018     | 16,60 m (+0,9 m/s)   | Pescara           | 9-9-2018  | -           |
| 2017     | 15,61 m (+0,7 m/s)   | Trieste           | 2-7-2017  | -           |
| 2016     | 15,84 m (+1,2 m/s)   | Padova            | 17-7-2016 | -           |
| 2015     | 16,86 m (+1,0 m/s)   | Savona            | 11-7-2015 | -           |
| 2014     | 16,61 m (−0,1 m/s)   | Rovereto          | 20-7-2014 | -           |
| 2013     | 16,98 m (−0,3 m/s)   | Milano            | 28-7-2013 | -           |
| 2012     | 16,97 m (−0,3 m/s)   | Busto Arsizio     | 19-5-2012 | -           |
| 2011     | 17,08 m (−0,2 m/s)   | Roma              | 26-5-2011 | 20º         |
| 2010     | 16,96 m (+0,1 m/s)   | Barcellona        | 27-7-2010 | -           |
| 2009     | 17,27 m (+0,9 m/s)   | Torino            | 4-6-2009  | 11º         |
| 2008     | 17,01 m (−0,2 m/s)   | Annecy            | 22-6-2008 | 37º         |
| 2007     | 16,60 m (+0,7 m/s)   | Jesolo            | 25-5-2007 | -           |
| 2006     | 16,86 m (+0,6 m/s)   | Busto Arsizio     | 23-9-2006 | -           |
| 2005     | 16,29 m (+1,4 m/s)   | Celle Ligure      | 16-6-2005 | -           |
| 2004     | 15,96 m (−3,4 m/s)   | Modena            | 16-5-2004 | -           |
| 2003     | 16,28 m (+1,7 m/s)   | Rieti             | 3-8-2003  | -           |
| 2002     | 16,13 m (+1,8 m/s)   | Rovellasca        | 8-6-2002  | -           |
| 2001     | 15,89 m (+0,8 m/s)   | Catania           | 8-7-2001  | -           |
| 2000     | 15,45 m (+2,1 m/s) w | Piovene Rocchette | 28-7-2000 | -           |
| 1999     | 15,55 m nw           | Como              | 18-4-1999 | -           |
| 1998     | 14,97 m              |                   |           | -           |
| 1997     | 14,03 m              |                   |           | -           |

### Salto triplo indoor
| Stagione | Misura  | Luogo   | Data      | Rank. Mond. |
| -------- | ------- | ------- | --------- | ----------- |
| 2018     | 16,37 m | Padova  | 3-2-2018  | -           |
| 2016     | 16,82 m | Ancona  | 5-3-2016  | -           |
| 2015     | 16,58 m | Padova  | 21-2-2015 | -           |
| 2014     | 16,78 m | Ancona  | 22-2-2014 | -           |
| 2013     | 16,24 m | Saronno | 26-1-2013 | -           |
| 2012     | 16,71 m | Ancona  | 26-2-2012 | -           |
| 2011     | 17,00 m | Ancona  | 20-2-2011 | 15º         |
| 2010     | 16,65 m | Saronno | 21-2-2010 | -           |
| 2009     | 17,12 m | Saronno | 30-1-2009 | 7º          |
| 2008     | 16,92 m | Saronno | 1-2-2008  | -           |
| 2007     | 16,52 m | Ancona  | 18-2-2007 | -           |
| 2006     | 16,52 m | Modena  | 5-2-2006  | -           |
| 2005     | 15,93 m | Ancona  | 20-2-2005 | -           |
| 2004     | 16,17 m | Genova  | 14-2-2004 | -           |
| 2003     | 16,04 m | Genova  | 2-3-2003  | -           |
| 2002     | 15,69 m | Ancona  | 2-2-2002  | -           |

## Migliori prestazioni

### Salto triplo
| 17,27 m (+0,9 m/s)   | Torino        | 4-6-2009  |
| 17,24 m (+0,6 m/ss)  | Milano        | 2-8-2009  |
| 17,23 m (+2,5 m/s) w | Bressanone    | 8-7-2012  |
| 17,09 m nw           | Pescara       | 30-6-2009 |
| 17,08 m (−0,2 m/s)   | Roma          | 26-5-2011 |
| 17,01 m (−0,2 m/s)   | Annecy        | 22-6-2008 |
| 16,98 m (−0,3 m/s)   | Milano        | 28-7-2013 |
| 16,97 m (−0,3 m/s)   | Busto Arsizio | 19-5-2012 |
| 16,96 m (+0,1 m/s)   | Barcellona    | 27-7-2010 |
| 16,95 m (+0,9 m/s)   | Chiasso       | 21-8-2010 |

### Salto triplo indoor
| 17,12 m | Saronno | 30-1-2009 |
| 17,00 m | Ancona  | 20-2-2011 |
| 16,93 m | Saronno | 15-1-2011 |
| 16,93 m | Saronno | 1-2-2008  |
| 16,83 m | Genova  | 24-2-2008 |
| 16,82 m | Ancona  | 5-3-2016  |
| 16,78 m | Ancona  | 22-2-2014 |
| 16,72 m | Liévin  | 8-2-2011  |
| 16,71 m | Ancona  | 26-2-2012 |
| 16,65 m | Saronno | 21-2-2010 |

## Palmarès
| Anno | Manifestazione           | Sede       | Evento        | Risultato | Misura               | Note   |
| ---- | ------------------------ | ---------- | ------------- | --------- | -------------------- | ------ |
| 1998 | Giochi mondiali under 18 | Mosca      | Salto in alto | Argento   | 2,12 m               | [ 13 ] |
| 2003 | Europei under 23         | Bydgoszcz  | Salto triplo  | 7º        | 16,24 m (+1,1 m/s)   | [ 23 ] |
| 2003 | Giochi mondiali militari | Catania    | Salto triplo  | Bronzo    | 15,69 m nw           | [ 24 ] |
| 2006 | Europei                  | Göteborg   | Salto triplo  | 19º       | 16,34 m (−1,1 m/s)   | [ 25 ] |
| 2007 | Universiadi              | Bangkok    | Salto triplo  | 7º        | 16,31 m (−0,2 m/s)   | [ 26 ] |
| 2007 | Giochi mondiali militari | Hyderabad  | Salto triplo  | Bronzo    | 16,23 m nw           | [ 27 ] |
| 2009 | Giochi del Mediterraneo  | Pescara    | Salto triplo  | Oro       | 17,09 m nw           | [ 28 ] |
| 2009 | Mondiali                 | Berlino    | Salto triplo  | 15º (q)   | 16,88 m (−0,4 m/s)   | [ 28 ] |
| 2010 | Europei                  | Barcellona | Salto triplo  | 8º        | 16,73 m (+0,1 m/s)   | [ 29 ] |
| 2011 | Europei indoor           | Parigi     | Salto triplo  | 10º       | 16,59 m              | [ 30 ] |
| 2011 | Mondiali                 | Taegu      | Salto triplo  | 14º (q)   | 16,71 m (+0,3 m/s)   | [ 31 ] |
| 2012 | Europei                  | Helsinki   | Salto triplo  | 10º       | 16,40 m (+2,7 m/s) w | [ 32 ] |
| 2013 | Giochi del Mediterraneo  | Mersin     | Salto triplo  | Bronzo    | 16,62 m (+1,8 m/s)   | [ 33 ] |
| 2013 | Mondiali                 | Mosca      | Salto triplo  | 8º        | 16,74 m (+0,2 m/s)   | [ 33 ] |
| 2014 | Europei                  | Zurigo     | Salto triplo  | 12º       | 16,02 m (+0,8 m/s)   | [ 34 ] |
| 2015 | Europei indoor           | Praga      | Salto triplo  | 13º (q)   | 16,08 m              | [ 35 ] |

## Campionati nazionali
- 4 volte campione assoluto nel salto triplo (2009, 2013, 2014, 2018)
- 4 volte campione assoluto indoor nel salto triplo (2011, 2014, 2015, 2016)
- 1 volta campione assoluto nel salto in lungo (2012)
- 1 volta campione promesse nel salto triplo (2003)
- 1 volta campione promesse indoor nel salto triplo (2003)
- 2 volte campione promesse indoor nel salto in alto (2002, 2003)
- 1 volta campione juniores nel salto in alto (2000)
- 1 volta campione juniores indoor nel salto in alto (2000)
- 1 volta campione cadetti nel salto in alto (1996)

1996
- Oro ai Campionati italiani cadetti e cadette, (Caorle), Salto in alto[1]

1999
- 11º ai Campionati italiani assoluti indoor, (Genova), Salto in alto - 2,11 m[36]
- 12º ai Campionati italiani assoluti, (Pescara), Salto triplo - 14,64 m nw[37]
- 6º ai Campionati italiani juniores e promesse, (Fiuggi), Salto triplo - 14,96 m (+0,7 m/s)[38]

2000
- Oro ai Campionati italiani assoluti indoor, (Ancona), Salto in alto - 2,17 m[39]
- 9º ai Campionati italiani assoluti indoor, (Genova), Salto in alto - 2,11 m[40]
- Argento ai Campionati italiani juniores e promesse, (Piovene Rocchette), Salto triplo - 15,45 m (+2,1 m/s) w [41]
- Oro ai Campionati italiani juniores e promesse, (Piovene Rocchette), Salto in alto - 2,12 m[42]
- 5º ai Campionati italiani assoluti, (Milano), Salto in alto - 2,13 m[43]

2001
- Argento ai Campionati italiani juniores e promesse, (Milano), Salto triplo - 15,61 m (−1,0 m/s)[44]
- 5º ai Campionati italiani assoluti, (Catania), Salto triplo - 15,89 m (+0,8 m/s) [45]

2002
- Oro ai Campionati italiani allievi-juniores-promesse indoor, (Ancona), Salto triplo - 15,69 m [46]
- Bronzo ai Campionati italiani allievi-juniores-promesse indoor, (Ancona), Salto in alto - 2,13 m[47]
- 7º ai Campionati italiani assoluti indoor, (Genova), Salto triplo - 15,34 m[46]
- 5º ai Campionati italiani assoluti indoor, (Genova), Salto in alto - 2,14 m[48]
- Argento ai Campionati italiani juniores e promesse, (Milano), Salto triplo - 15,87 m (+1,4 m/s)[49]
- Argento ai Campionati italiani assoluti, (Viareggio), Salto triplo - 16,06 m (+0,6 m/s)[3]

2003
- Oro ai Campionati italiani allievi-juniores-promesse indoor, (Ancona), Salto triplo - 15,92 m[4]
- Oro ai Campionati italiani allievi-juniores-promesse indoor, (Ancona), Salto in alto - 2,09 m[50]
- Bronzo ai Campionati italiani assoluti indoor, (Genova), Salto triplo - 16,04 m [4]
- Oro ai Campionati italiani juniores e promesse, (Grosseto), Salto triplo - 15,75 m (+0,7 m/s)[51]
- 4º ai Campionati italiani assoluti, (Rieti), Salto triplo - 16,28 m (+1,7 m/s) [51]

2004
- Bronzo ai Campionati italiani assoluti indoor, (Genova), Salto triplo - 15,87 m[52]
- 5º ai Campionati italiani assoluti, (Firenze), Salto triplo - 15,79 m (−0,8 m/s)[53]

2005
- 5º ai Campionati italiani assoluti indoor, (Ancona), Salto triplo - 15,93 m [54]
- 4º ai Campionati italiani assoluti, (Bressanone), Salto triplo - 16,23 m (+0,3 m/s)[55]

2006
- 4º ai Campionati italiani assoluti indoor, (Ancona), Salto triplo - 16,14 m[56]
- Argento ai Campionati italiani assoluti, (Torino), Salto triplo - 16,77 m nw[57]

2007
- Argento ai Campionati italiani assoluti indoor, (Ancona), Salto triplo - 16,52 m  =[58]
- Argento ai Campionati nazionali universitari, (Jesolo), Salto triplo - 16,60 m (+0,7 m/s) [59]
- 4º ai Campionati italiani assoluti, (Padova), Salto triplo - 16,20 m (+1,3 m/s)[60]

2008
- Argento ai Campionati italiani assoluti indoor, (Genova), Salto triplo - 16,83 m[61]
- Argento ai Campionati italiani assoluti, (Cagliari), Salto triplo - 16,35 m (−2,2 m/s)[62]

2009
- Oro ai Campionati italiani assoluti, (Milano), Salto triplo - 17,24 m (+0,6 m/s)[63]

2010
- Argento ai Campionati italiani assoluti indoor, (Ancona), Salto triplo - 16,55 m[64]
- Argento ai Campionati italiani assoluti, (Grosseto), Salto triplo - 16,74 m (−1,3 m/s)[65]

2011
- Oro ai Campionati italiani assoluti indoor, (Ancona), Salto triplo - 17,00 m [66]
- Argento ai Campionati italiani assoluti, (Torino), Salto triplo - 16,94 m (+0,2 m/s)[67]

2012
- Argento ai Campionati italiani assoluti e promesse indoor, (Ancona), Salto triplo - 16,71 m [68]
- Oro ai Campionati italiani assoluti, (Bressanone), Salto in lungo - 7,67 m (+2,1 m/s) w[69]
- Bronzo ai Campionati italiani assoluti, (Bressanone), Salto triplo - 17,23 m (2,5 m/s) w[70]

2013
- Oro ai Campionati italiani assoluti, (Milano), Salto triplo - 16,98 m (−0,3 m/s) [71]

2014
- Oro ai Campionati italiani assoluti indoor, (Ancona), Salto triplo - 16,78 m [72]
- Oro ai Campionati italiani assoluti, (Rovereto), Salto triplo - 16,61 m (−0,1 m/s) [73]

2015
- Oro ai Campionati italiani assoluti indoor, (Padova), Salto triplo - 16,58 m [74]
- In finale ai Campionati italiani assoluti, (Milano), Salto triplo - ASS[75]

2016
- Oro ai Campionati italiani assoluti indoor, (Ancona), Salto triplo - 16,82 m [76]
- 6º ai Campionati italiani assoluti, (Rieti), Salto triplo - 15,65 m (+0,9 m/s)[77]

2017
- 9º ai Campionati italiani assoluti, (Trieste), Salto triplo - 15,61 m (+0,7 m/s) [78]

2018
- In finale ai Campionati italiani assoluti indoor, (Ancona), Salto triplo - dns[79]
- Oro ai Campionati italiani assoluti, (Pescara), Salto triplo - 16,60 m (+0,9 m/s) [80]

2019
- Argento ai Campionati italiani assoluti, (Bressanone), Salto triplo - 16,49 m (−0,3 m/s)

## Altre competizioni internazionali
2002
- Argento nell’Incontro internazionale under 23 Italia-Grecia-Svizzera, ( Macerata), Salto in alto - 2,10 m[81]

2003
- Oro nell'Incontro internazionale Francia-Italia, ( Clermont-Ferrand), Salto triplo - 16,25 m (+0,6 m/s)[82]

2004
- 5º nell'Incontro internazionale indoor, ( Glasgow), Salto triplo - 15,16 m[83]

2006
- Oro nel Miting International d’Atletisme, ( Palafrugell), Salto triplo - 16,41 m (+1,0 m/s)[84]
- 6º nel Memorial Primo Nebiolo, ( Torino), Salto triplo - 15,87 m (+0,4 m/s)[85]
- 7º nel Meeting Città di Padova, ( Padova), Salto triplo - 16,45 m (+1,6 m/s)[86]

2007
- Bronzo nella First League della Coppa Europa, ( Milano), Salto triplo - 16,27 m (+0,1 m/s)[87]
- 10º nel Golden Gala, ( Roma), Salto triplo - 15,61 m (−0,3 m/s)[88]

2008
- 5º nella Coppa Europa indoor, ( Mosca), Salto triplo - 16,02 m[89]
- Bronzo nella Super League della Coppa Europa, ( Annecy), Salto triplo - 17,01 m (−0,2 m/s) [89]
- 4º nell’Aviva Grand Prix, ( Londra), Salto triplo - 16,66 m (+0,4 m/s)[90]
- 9º nell’Athletissima, ( Losanna), Salto triplo - 16,06 m (−0,9 m/s)[91]
- 7º nel Palio della Quercia, ( Rovereto), Salto triplo - 16,20 m nw[92]

2009
- Bronzo nella Super League degli Europei a squadre, ( Leiria), Salto triplo - 16,64 m (+1,0 m/s)[28]
- 6º nel Weltklasse, ( Zurigo), Salto triplo - 16,54 m (nw)[93]
- 4º nel Rieti Meeting, ( Rieti), Salto triplo - 16,56 m (−1,4 m/s)[93]
- 5º nella IAAF Grand Prix Final, ( Salonicco), Salto triplo - 16,78 m (+0,8 m/s)[94]

2010
- 6º nello IAAF Diamond League Meeting, ( Doha), Salto triplo - 16,49 m (+2,1 m/s w[95]
- 4º nel Meeting Lille Métropole, ( Villeneuve-d'Ascq), Salto triplo - 16,72 m (+3,8 m/s) w[96]

2011
- 5º nel Colorful Pre-Championships Meeting, ( Taegu), Salto triplo - 16,65 m (+0,1 m/s)[97]
- 5º nel Golden Gala, ( Roma), Salto triplo - 17,08 m (−0,2 m/s)[97]
- Oro nella Super League degli Europei a squadre, ( Stoccolma), Salto triplo - 16,95 m (+4,5 m/s) w[98]
- 6º nell’Aviva British Grand Prix, ( Birmingham), Salto triplo - 16,40 m nw[97]
- 4º nella IAAF Diamond League Final ( Bruxelles), Salto triplo - 16,63 m (+0,7 m/s)[99]

2012
- Argento nei Fanny Blankers-Koen Games, ( Hengelo), Salto triplo - 16,74 m nw[100]
- 8º nel Aviva London Grand Prix, ( Crystal Palace), Salto triplo - 15,87 m nw[101]
- 5º nello IAAF World Challenge, ( Rieti), Salto triplo - 16,20 m (−0,5 m/s)[101]

2013
- 4º nel Golden Gala Pietro Mennea, ( Roma), Salto triplo - 16,85 m (−0,4 m/s)[102]
- 6º nella Super League degli Europei a squadre, ( Gateshead), Salto triplo - 16,24 m (−0,8 m/s)[33]
- Argento nel Meeting Città di Padova, ( Padova), Salto triplo - 16,63 m (−0,9 m/s)[102]
- 8º nel XXXVII AG Memorial Van Damme, ( Bruxelles), Salto triplo - 16,25 m (+0,1 m/s)[103]
- 6º nello IAAF World Challenge, ( Rieti), Salto triplo - 16,18 m (+0,2 m/s)[102]

2014
- 11º nel Golden Gala Pietro Mennea, ( Roma), Salto triplo - 16,20 m (−0,3 m/s)[104]
- Oro nell’EAP International Meeting AtletiCAGenève, ( Ginevra), Salto triplo - 16,36 m (+1,9 m/s)[104]

2016
- 7º nel Meeting Città di Padova, ( Padova), Salto triplo - 15,84 m (+1,2 m/s) [105]